# Анатолій Бєлов
Анатолій Бєлов (13 вересня 1977, Київ) — український графік, перформер, режисер, музикант, фронтмен квір-гурту «Людська подоба».

## Біографія
Народився 1977 року в Києві. Навчався у художній школі імені Тараса Шевченка (факультет живопису) з 1989 до 1995 року, а з 1999 до 2004 року — у Національному технічному університеті України КПІ (поліграфічний факультет).
Був співзасновником групи «Р.E.П.»(Революційний Експериментальний Простір), яка виникла під час української Помаранчевої революції у Києві 2004 року. До її складу входять художники: Микита Кадан, Анатолій Бєлов, Ксенія Гнилицька, Жанна Кадирова, Володимир Кузнєцов, Ярослав Коломійчук, Лада Наконечна, Леся Хоменко, Артур Бєлозьоров, Саша Макарська, Віктор Харкевич, Леся Целованська, Володимир Щербак, Аліна Якубенко, Кирило Гриньов.
Пізніше — гурту «Emblika Quali».
Бєлов брав участь у резиденціях Центру сучасного мистецтва Джоржда Сороса в Києві (2005) та Асоціації сучасного мистецтва Rotor у Ґраці (2009).
Займається музичною практикою у гурті «Людська Подоба» (експеріментальна електронна поп-музика), який створили у 2012 році разом з Гошею Бабанським, і у власному проєкті «Cybele».
Живе та працює в Києві.
Головними мотивами творчості Бєлова є тілесність, сексуальність, квір та фемінізм.
У 2013 році Бєлов стає відомим своєю короткометражною стрічкою «Секс, лекарственное, рок-н-ролл». За цей проєкт автор отримав Приз глядацьких симпатій премії PinchukArtCentre. Зараз ця робота знаходиться в музейній колекції MOCAK в Кракові. Згодом Анатолій Бєлов з Оксаною Казміною представив ще один кінопроєкт «Свято життя». Презентація фільму відбулася на Київській бієнале сучасного мистецтва The School of Kyiv.
Роботи Анатолія находяться в колекції Queer Archives Institute (Варшава), в постійній колекції музею сучасного мистецтва MOCAK (Краків, Польща), в колекції Art Collection Deutshe Telekom (Берлін, Німеччина), в приватних колекціях Наталії Жеваго (Україна), Миколи Воронова (Україна), Людмили Березницької (Україна).

## Особисте життя
Ідентифікує себе як квір-фемініст:
Для меня важно говорить о гомофобии и слышать голос ксенофобии, так как это преступления против человека и культивируемая ненависть. Об этом нужно говорить, с этим необходимо бороться. Голос меньшинства должен быть в обществе: каждый человек может быть меньшинством, если не испугается. И дело не обязательно в сексуальной ориентации.

## Виставки[5]
| Рік  | Виставка                                       | Місце проведення                         | Примітки                                                                            |
| ---- | ---------------------------------------------- | ---------------------------------------- | ----------------------------------------------------------------------------------- |
| 2007 | Ми не маргінали!                               | STREET-ART ПРОЕКТ, Київ                  |                                                                                     |
| 2008 | В темряві                                      | Галерея Худграф, Київ                    |                                                                                     |
| 2008 | Спільний простір                               | Київ                                     | кураторський проєкт групи Р. Е. П.                                                  |
| 2008 | Нова українська мова                           | Карась Галерея, Київ                     | кураторський проєкт групи Р. Е. П.                                                  |
| 2009 | Почом(у) мораль?                               | Київ                                     | вуличний проєкт                                                                     |
| 2009 | Погляди                                        | Центр сучасного мистецтва, Київ          | кураторський проєкт Худради                                                         |
| 2009 | Ремонтні роботи                                | галерея Лавра, Київ                      | кураторський проєкт Худради                                                         |
| 2009 | Бажання, Бажання (спільно з Дмитром Мойсеєвим) | арт-центр Я Галерея, Київ                |                                                                                     |
| 2009 | Нова історія                                   | Національний художній музей, Харків      | кураторський проєкт групи SOSка                                                     |
| 2009 | Моє порно — моє право!                         | Львів                                    | проєкт арт-центру Я Галерея, в рамках Тижня актуального мистецтва                   |
| 2009 | INK ON YOUR FLOOR                              | Forum Stadtpark Graz, Грац, Австрія      |                                                                                     |
| 2009 | Гомофобія сьогодні — геноцид завтра            | на залізничній станції у Вільнюсі        | проєкт арт-центру Я Галерея — інсталяція та вулична робота в рамках проєкту SOStine |
| 2010 | Abstract Vision Test                           | арт-центр Я Галерея, Київ                | куратор — Наталія Філоненко                                                         |
| 2010 | Если/Якщо/If                                   | PERMM, Перм, Росія                       |                                                                                     |
| 2010 | Гомофобія сьогодні — геноцид завтра!           | клуб Ackerkeller, Берлін                 | в рамках кураторського проєкту Адама Нанкервиса «White Snuff»                       |
| 2010 | Баланс                                         | Non Stop Media, Харків                   | спец-проєкт арт-центру Я Галерея                                                    |
| 2010 | «Якщо»                                         | Музей сучасного мистецтва, Перм, Росія   | графічна інсталяція, куратор — Катерина Дьоготь                                     |
| 2011 | Подорож на схід                                | Галерея «Арсенал», Білосток, Польща      | проєкт Анки Лазар і Моніки Шевчик, куратор — Моніка Шевчик                          |
| 2012 | Оживаючі фігури                                | арт-центр Я Галерея, Київ                | куратори — Франсуаза Лакосте, Павло Гудімов                                         |
| 2012 | Українське тіло                                | Центр Візуальної Культури, Київ          |                                                                                     |
| 2013 | Українські новини                              | ЦСМ «Замок Уяздовський», Варшава, Польща |                                                                                     |